# Beverkoog
Beverkoog is een polder en industrieterrein in de gemeente Alkmaar, in de Nederlandse provincie Noord-Holland.
Beverkoog is ingeklemd tussen Sint Pancras, De Nollen, Oudorp, Huigendijk en Butterhuizen. Beverkoog is van oorsprong een polder, ook wel Westbeverkoog genoemd, tegenover het dorp Oudorp. Deze viel ook onder de gemeente Oudorp tot deze opging in de gemeente Alkmaar. Waterstaatkundig is de polder Westbeverkoog een deel van de polder Geestmerambacht.
Stad: Alkmaar     

Dorpen: Driehuizen · Graft · Grootschermer · Koedijk (deels) · Markenbinnen · Noordeinde · Oost-Graftdijk · Oterleek · Oudorp · De Rijp · Schermerhorn · Starnmeer · Stompetoren · Ursem (deels) · West-Graftdijk · Zuidschermer 

Buurtschappen: Bergermeer · Kogerpolder (deels) · Omval · Nieuwpoort · De Nollen · De Weijdt 

Noord-Holland: Steden en dorpen      Nederland: Provincies · Gemeenten